# Benny Safdie

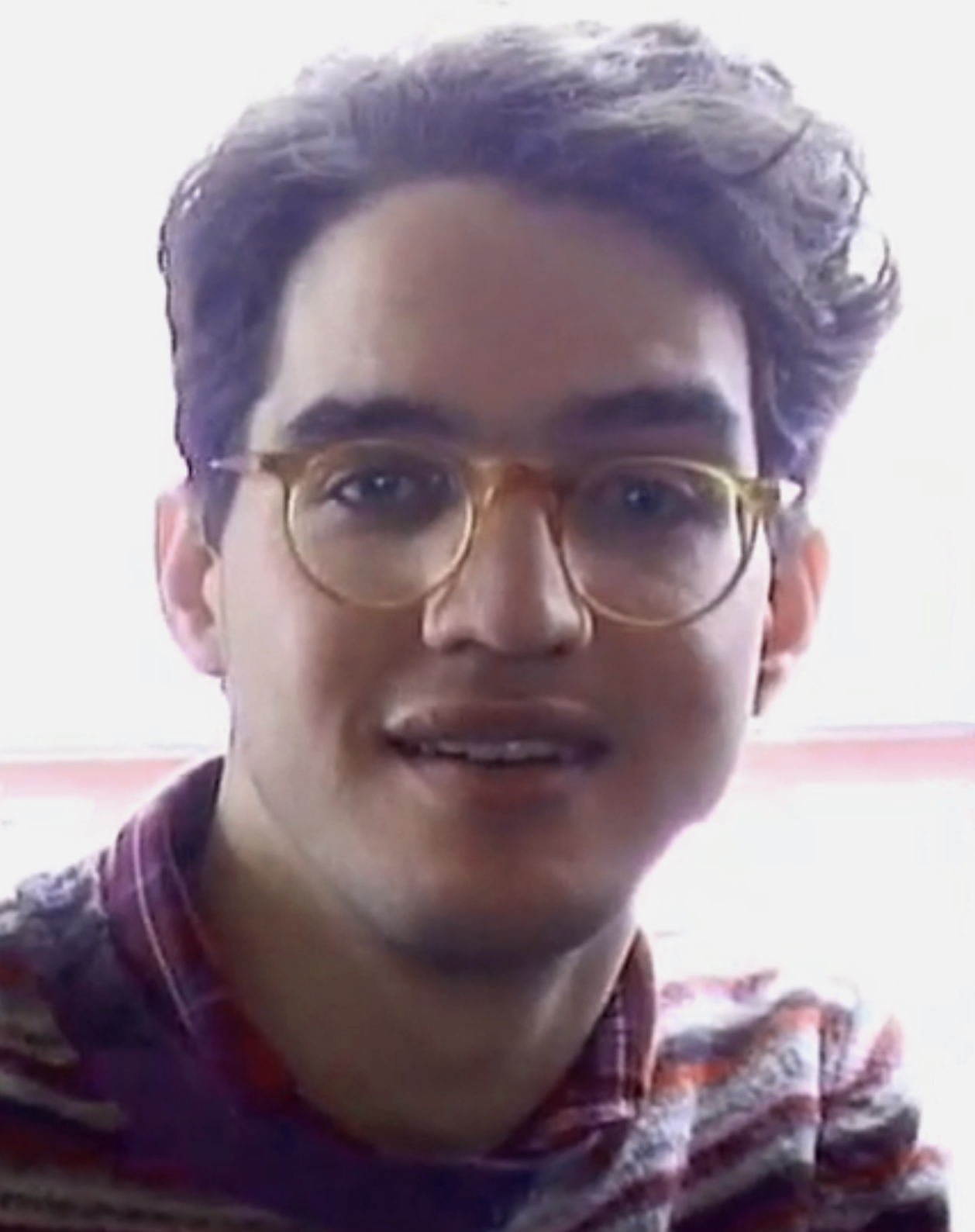
Benny Safdie

Benjamin „Benny“ Safdie (* 1986 in New York City) ist ein US-amerikanischer Filmschauspieler und Filmregisseur.

## Leben
Der 1986 in New York geborene Benny Safdie hatte gemeinsam mit seinem zwei Jahre älteren Bruder Josh einige Kurzfilme gedreht, bevor er 2008 für Yeast von Mary Bronstein erstmals für einen Langfilm vor der Kamera stand. Im Jahr 2008 stellte er gemeinsam mit seinem Bruder den Mumblecore The Pleasure of Being Robbed vor. Bei den Internationalen Filmfestspielen von Cannes 2009 wurde ihre Tragikomödie Go Get Some Rosemary gezeigt, bei den Internationalen Filmfestspielen von Venedig 2010 stellten sie gemeinsam ihren Kurzfilm John’s Gone vor. Dort wurde 2014 auch Heaven Knows What gezeigt. In der Tragikomödie Person to Person von Dustin Guy Defa spielte Safdie den Eugene.
Ihr Film Good Time, bei dem er gemeinsam mit seinem Bruder Regie führte und in dem er auch eine kleinere Rolle übernahm, hatte im Mai 2017 im Rahmen der Filmfestspiele in Cannes seine Weltpremiere und wurde für die Goldene Palme nominiert. Zudem wurde Good Time im Rahmen der Gotham Awards 2017 als bester Film und für den Publikumspreis nominiert.
2023 verkörperte Safdie in Christopher Nolans Biopic Oppenheimer den ungarisch-amerikanischen Physiker Edward Teller.
Für die Inszenierung der Sportlerbiografie The Smashing Machine (2025) mit Dwayne Johnson in der Titelrolle wurde Safdie eine Einladung in den Hauptwettbewerb des Filmfestivals von Venedig zuteil.

## Filmografie
Als Regisseur (Auswahl)
- 2005: The Adventures of Slaters’s Friend (Kurzfilm)
- 2008: The Story of Charles Riverbank
- 2009: Go Get Some Rosemary
- 2010: John’s Gone (Kurzfilm)
- 2014: Heaven Knows What
- 2017: Good Time
- 2019: Der schwarze Diamant (Uncut Gems)

Als Schauspieler (Auswahl)
- 2008: Yeast
- 2017: Person to Person
- 2017: Good Time
- 2020: Pieces of a Woman
- 2021: Licorice Pizza
- 2022: Stars at Noon
- 2022: Obi-Wan Kenobi (Miniserie)
- 2023: Are You There God? It’s Me, Margaret.
- 2023: Oppenheimer
- 2023: The Curse (Serie)
- 2025: Happy Gilmore 2

Als Produzent (Auswahl)
- 2022: Funny Pages
- 2023: The Curse (Serie)

## Auszeichnungen (Auswahl)
Black Reel Award
- 2014: Nominierung als Bester Independent-Dokumentarfilm (Lenny Cooke)

Gotham Award
- 2015: Nominierung als Bester Film (Heaven Knows What)
- 2015: Nominierung für den Publikumspreis  (Heaven Knows What)
- 2017: Nominierung als Bester Film (Good Time)
- 2017: Nominierung für den Publikumspreis (Good Time)

Independent Spirit Award
- 2018: Nominierung für die Beste Regie (Good Time)
- 2018: Nominierung für den Besten Filmschnitt (Good Time)
- 2018: Nominierung als Bester Nebendarsteller (Good Time)
- 2020: Auszeichnung für die Beste Regie (Uncut Gems)
- 2020: Auszeichnung für den Besten Filmschnitt (Uncut Gems)
- 2020: Nominierung für das Beste Drehbuch (Uncut Gems)

Internationale Filmfestspiele von Cannes
- 2009: Nominierung für den C.I.C.A.E. Award (Go Get Some Rosemary)
- 2017: Nominierung für die Goldene Palme im internationalen Wettbewerb (Good Time)

Internationales Filmfestival von Locarno
- 2017: Nominierung für den Variety Piazza Grande Award (Good Time)

Sundance Film Festival
- 2012: Auszeichnung mit dem Short Film Jury Prize - Fiction (The Black Balloon)

Tokyo International Film Festival
- 2014: Auszeichnung mit dem Tokyo Grand Prix (Heaven Knows What)
- 2014: Auszeichnung mit dem Best Director Award (Heaven Knows What)